# مع سبق الإصرار (مسلسل)
مع سبق الإصرار، مسلسل تلفزيوني مصري عرض في رمضان 1433هـ/2012م.

## قصة المسلسل
تدور أحدات المسلسل عن المحامية فريدة الطوبجي التي تواجه مشاكل اجتماعية في حياتها وإدمان زوجها على المخدرات والمشاكل التي يخلفها موت زوجها المدمن والتي يساعدها في حلها حبيبها زياد الرفاعي والذي يتزوجها بعد ذلك لتعتقد فريدة أن معاناتها قد انتهت بعد زواجها الثاني، ولكن تتفاجئ بعد ذلك بأن زواجها الثاني هو بداية لمعاناة ومشاكل من نوع اخر  ليبدأ بعدها صراع المال والانتقام. كما يناقش المسلسل قضايا إجتماعية مثل الأسرة المصرية والمشاكل التي تواجه الشباب في هذا العصر.

## بطولة
- غادة عبد الرازق
- ماجد المصري
- عبير صبري
- أحمد راتب
- روجينا
- محمد شومان
- أحمد صيام
- أحمد مالك
- ميار الغيطي
- عمرو عابد
- طارق لطفي
- سميرة عبد العزيز
- فاروق فلوكس
- رحاب الجمل
- دينا حرب